# Il était une fois la télé, 30 ans après
Il était une fois la télé est un film français documentaire réalisé par Marie-Claude Treilhou, sorti en 2015.

## Synopsis
Pour faire suite au premier film de 1985 Il était une fois la télé, Marie Claude Treilhou reprend la même démarche 30 ans après "pour mesurer, à l'aune des évolutions techniques de la télévision, les changements de société et de mentalité, dans un petit village des Corbières représentatif de la France rurale".

## Fiche technique
- Titre : Il était une fois la	télé, 30 ans après
- Réalisation et scénario :	Marie-Claude	Treilhou
- Production : Les films du Hasard, France	3 Midi-Pyrénées
- Montage : Khadicha Bariha
- Pays d'origine :  France
- Format : Couleur
- Genre : documentaire
- Durée : 52 minutes
- Date de sortie : 2015	(France)